# Bannside (circonscription du Parlement d'Irlande du Nord)
Bannside, était une circonscription uninominale du Parlement d'Irlande du Nord.

## Limites
C'était une division du comté d'Antrim. Avant 1929, elle faisait partie de la circonscription d'Antrim composée de sept membres. La circonscription a envoyé un MP à la Chambre des communes d'Irlande du Nord de 1929 jusqu'à ce que le Parlement soit temporairement suspendu en 1972, puis officiellement aboli en 1973.
En ce qui concerne les zones de gouvernement local de l'époque, la circonscription comprenait en 1929 des parties des districts ruraux d'Antrim, Ballymena et Ballymoney.
Après des changements de limites en 1969, la circonscription comprenait des parties des mêmes districts ruraux, mais Bannside a été étendue pour inclure la partie nord de la circonscription de 1929-1969 d'Antrim.

## Membres du Parlement
| Élection | Élection                | Membre                         | Parti                     |
| -------- | ----------------------- | ------------------------------ | ------------------------- |
|          | 1929                    | George Charles Gillespie Young | Ulster Unionist Party     |
| 1933     |                         | George Charles Gillespie Young | Ulster Unionist Party     |
| 1938     |                         | George Charles Gillespie Young | Ulster Unionist Party     |
| 1939     | Malcolm William Patrick |                                | Ulster Unionist Party     |
| 1945     | Malcolm William Patrick |                                | Ulster Unionist Party     |
| 1946     | Terence O'Neill         |                                | Ulster Unionist Party     |
| 1949     | Terence O'Neill         |                                | Ulster Unionist Party     |
| 1953     | Terence O'Neill         |                                | Ulster Unionist Party     |
| 1958     | Terence O'Neill         |                                | Ulster Unionist Party     |
| 1962     | Terence O'Neill         |                                | Ulster Unionist Party     |
| 1965     | Terence O'Neill         |                                | Ulster Unionist Party     |
| 1969     | Terence O'Neill         |                                | Ulster Unionist Party     |
|          | 1970                    | Ian Paisley                    | Protestant Unionist       |
|          | 1971                    | Ian Paisley                    | Democratic Unionist       |
| 1973     | 1973                    | circonscription supprimée      | circonscription supprimée |

## Résultats des élections
Les représentants parlementaires de la division ont été élus selon le système uninominal majoritaire à un tour.
| Parti         | Parti                                     | Candidat                       | Voix   | %     | ± |
| ------------- | ----------------------------------------- | ------------------------------ | ------ | ----- | - |
|               | Ulster Unionist                           | George Charles Gillespie Young | 5,931  | 54,31 |   |
|               | Ulster Liberal                            | George Henderson               | 4,174  | 38,22 |   |
|               | Travailliste indépendant                  | William Ervine                 | 816    | 7,47  |   |
| Majorité      | Majorité                                  | Majorité                       | 1,757  | 16,09 |   |
| Participation | Participation                             | Participation                  | 16,802 | 65,00 |   |
|               | Ulster Unionist vainqueur (nouveau siège) |                                |        |       |   |

| Parti | Parti                   | Candidat                       | Voix            | %   | ±   |
| ----- | ----------------------- | ------------------------------ | --------------- | --- | --- |
|       | Ulster Unionist         | George Charles Gillespie Young | Sans opposition | N/A | N/A |
|       | Ulster Unionist retenir | Ulster Unionist retenir        | Swing           | N/A |     |

| Parti | Parti                   | Candidat                       | Voix            | %   | ±   |
| ----- | ----------------------- | ------------------------------ | --------------- | --- | --- |
|       | Ulster Unionist         | George Charles Gillespie Young | Sans opposition | N/A | N/A |
|       | Ulster Unionist retenir | Ulster Unionist retenir        | Swing           | N/A |     |

- Mort de Young

| Parti | Parti                   | Candidat                | Voix            | %   | ±   |
| ----- | ----------------------- | ----------------------- | --------------- | --- | --- |
|       | Ulster Unionist         | Malcolm Patrick         | Sans opposition | N/A | N/A |
|       | Ulster Unionist retenir | Ulster Unionist retenir | Swing           | N/A |     |

| Parti         | Parti                   | Candidat                | Voix   | %     | ±   |
| ------------- | ----------------------- | ----------------------- | ------ | ----- | --- |
|               | Ulster Unionist         | Malcolm Patrick         | 5,029  | 62,80 | N/A |
|               | Independent Unionist    | A. J. Gillespie         | 2,979  | 37,20 | New |
| Majorité      | Majorité                | Majorité                | 2,050  | 25,60 | N/A |
| Participation | Participation           | Participation           | 16,461 | 48,65 | N/A |
|               | Ulster Unionist retenir | Ulster Unionist retenir | Swing  | N/A   |     |

- Décès de Patrick

| Parti | Parti                   | Candidat                | Voix            | %   | ±   |
| ----- | ----------------------- | ----------------------- | --------------- | --- | --- |
|       | Ulster Unionist         | Terence O'Neill         | Sans opposition | N/A | N/A |
|       | Ulster Unionist retenir | Ulster Unionist retenir | Swing           | N/A |     |

| Parti | Parti                   | Candidat                | Voix            | %   | ±   |
| ----- | ----------------------- | ----------------------- | --------------- | --- | --- |
|       | Ulster Unionist         | Terence O'Neill         | Sans opposition | N/A | N/A |
|       | Ulster Unionist retenir | Ulster Unionist retenir | Swing           | N/A |     |

| Parti | Parti                   | Candidat                | Voix            | %   | ±   |
| ----- | ----------------------- | ----------------------- | --------------- | --- | --- |
|       | Ulster Unionist         | Terence O'Neill         | Sans opposition | N/A | N/A |
|       | Ulster Unionist retenir | Ulster Unionist retenir | Swing           | N/A |     |

| Parti | Parti                   | Candidat                | Voix            | %   | ±   |
| ----- | ----------------------- | ----------------------- | --------------- | --- | --- |
|       | Ulster Unionist         | Terence O'Neill         | Sans opposition | N/A | N/A |
|       | Ulster Unionist retenir | Ulster Unionist retenir | Swing           | N/A |     |

| Parti | Parti                   | Candidat                | Voix            | %   | ±   |
| ----- | ----------------------- | ----------------------- | --------------- | --- | --- |
|       | Ulster Unionist         | Terence O'Neill         | Sans opposition | N/A | N/A |
|       | Ulster Unionist retenir | Ulster Unionist retenir | Swing           | N/A |     |

| Parti | Parti                   | Candidat                | Voix            | %   | ±   |
| ----- | ----------------------- | ----------------------- | --------------- | --- | --- |
|       | Ulster Unionist         | Terence O'Neill         | Sans opposition | N/A | N/A |
|       | Ulster Unionist retenir | Ulster Unionist retenir | Swing           | N/A |     |

- Modifications des limites

| Parti         | Parti                   | Candidat                | Voix   | %     | ±       |
| ------------- | ----------------------- | ----------------------- | ------ | ----- | ------- |
|               | Ulster Unionist         | Terence O'Neill         | 7,745  | 47,27 | N/A     |
|               | Protestant Unionist     | Ian Paisley             | 6,331  | 38,64 | Nouveau |
|               | People's Democracy      | Michael Farrell         | 2,310  | 14,10 | Nouveau |
| Majorité      | Majorité                | Majorité                | 1,414  | 8,63  | N/A     |
| Participation | Participation           | Participation           | 20,635 | 79,41 | N/A     |
|               | Ulster Unionist retenir | Ulster Unionist retenir | Swing  | N/A   |         |

- Démission d'O'Neill

| Parti         | Parti                                             | Candidat                                          | Voix   | %     | ±       |
| ------------- | ------------------------------------------------- | ------------------------------------------------- | ------ | ----- | ------- |
|               | Protestant Unionist                               | Ian Paisley                                       | 7,981  | 43,68 | +5.04   |
|               | Ulster Unionist                                   | Bolton Minford                                    | 6,778  | 37,09 | -10.18  |
|               | NI Labour                                         | Patrick McHugh                                    | 3,514  | 19,23 | Nouveau |
| Majorité      | Majorité                                          | Majorité                                          | 1,203  | 6,59  | N/A     |
| Participation | Participation                                     | Participation                                     | 22,954 | 79,61 | +0.20   |
|               | Protestant Unionist vainqueur sur Ulster Unionist | Protestant Unionist vainqueur sur Ulster Unionist | Swing  | N/A   |         |

- Parlement prorogé le 30 mars 1972 et aboli le 18 juillet 1973

## Titre de pairie
Lorsque Ian Paisley a été créé pair à vie en 2010, il a pris son titre de baron Bannside, de North Antrim dans le comté d'Antrim, nom de la circonscription qu'il avait remportée en 1970.

## Sources
- Northern Ireland Parliamentary Election Results 1921-1972, compiled and edited by Sydney Elliott (Political Reference Publications 1973)